# Aleuroplatus lateralis
Aleuroplatus lateralis là một loài côn trùng cánh nửa trong họ Aleyrodidae, phân họ Aleyrodinae.
Aleuroplatus lateralis được Bondar miêu tả khoa học đầu tiên năm 1923.